# Symphonic power metal
Symphonic power metal är en subgenre till musikgenren metal. Band som är kända för att ha bidragit till skapelsen av genren är bland annat Nightwish. Symphonic power metal är ett slags blandning av power metal och symphonic metal. Genren är inte särskilt stor och det är omtvistat vilka band man ska räkna till den. Många av banden är dock ifrån Finland.
Då vanlig power metal är melodisk, torde användandet av stråkinstrument eller åtminstone keyboards göra det lättare för band som i grunden spelar power metal att kvalificera sig inom genren symphonic power metal. Exempel på andra band är Rhapsody Of Fire (tidigare kända som Rhapsody), Fairyland, Dark Moor, Dragonforce, ReinXeed, Aquaria, Freedom Call, Power Quest, Luca Turilli, Visions of Atlantis, Amberian Dawn, Kyrie Eleison och det tyska bandet Avantasia, Pathfinder.
Inte sällan använder sig banden av en kvinnlig sångerska och ofta är sångerskan även en klassisk sopran. Exempel på band som gör det är just Nightwish. Sådana band förknippas ofta felaktigt med gothic metal just eftersom båda genrerna är melodiska och ofta använder sig av en kvinnlig sångerska. Många band kan dock vara svåra att kategorisera eftersom de befinner sig i gränslandet mellan de båda genrerna. Ett band som ofta beskrivs som både power metal och gothic metal är Epica. Några band som kan nämnas som fullfjädrade symphonic power metal band är Rhapsody Of Fire (tidigare kända som Rhapsody), Fairyland, Dark Moor, Dragonforce, ReinXeed, Aquaria, Freedom Call, Power Quest, Pathfinder, Kyrie Eleison, Luca Turilli, Celesty, Beto Vázquez Infinity, Sonata Arctica etc.